# ヒョジョン
ヒョジョン（朝: 효정、漢：效定、英: Hyojung、1994年7月28日 - ）は、韓国の歌手。WMエンターテインメント所属の女性アイドルグループ、OH MY GIRL、OH MY GIRL BANHANAのメンバーでリーダー、メインボーカル担当。

## 参加作品
| タイトル                                  | 参加曲                                                |
| ----------------------------------------- | ----------------------------------------------------- |
| 판타스틱 OST Part.3 (2016年9月24日)       | - 어느새 가을 - 어느새 가을 (Inst.)                   |
| 복면가왕 97회 (2017年2月5日)              | - 데칼코마니 (별꼴이 반쪽 황금별, 이태원에 놀던 달아) |
| 복면가왕 98회 (2017年2月12日)             | - 희재 (이태원에 놀던 달아)                           |
| 추리의여왕시즌2 OST Part.1 (2018年3月1日) | - 사르르 (SARR) - 사르르 (SARR) (Inst.)               |
| 하나뿐인 내편 OST Part.5 (2018年10月20日) | - 사랑하고 있습니다 - 사랑하고 있습니다 (Inst.)       |

## 出演

### テレビ番組
- 「ハッピートゥゲザーシーズン3」（2016年、KBS2）
- 「国民へトークショーこんにちは」（2016年、KBS2）
- 「私たち結婚しました」（2016年、MBC）
- 「ミステリー音楽番組ボクミョンガ王」（2017年、MBC）
- 「食糧日記タットリタン編」（2018年、tvN）
- 「ミスタートロット」（2020年、TV朝鮮）
- 「ランニングマン」（2020年、SBS）

### ラジオ
- 「イグクジュのヤングストリート」（2015年、SBSパワーFM）
- 「ホ・ギョンファンの星が輝く夜に」（2015年、MBC標準FM）
- 「パク・ソヒョンのラブゲーム」（2015年、SBSパワーFM）

## 受賞歴
- 第1回アイムセレブアワード 功労賞（2019年）